# Guri
Guri (Hangul:, Hanja:, Hán Việt: Cửu Lý) là thành phố thuộc tỉnh Gyeonggi, Hàn Quốc. Thành phố có diện tích 33,3 km2, dân số là 211.720 người (năm 2005). Thành phố có cự ly km về phía nam Seoul. Thành phố có 8 dong (phường).

## Các đơn vị hành chính
Thành phố được chia thành 8 dong (phường).

## Thành phố kết nghĩa
- Calamba, Laguna, Philippines[1]
- Carrollton, Texas, Hoa Kỳ[2]